# Otto Ender
Otto Ender (Altach, 24 de dezembro de 1875 — Bregenz, 25 de junho de 1960) foi um político austríaco. Foi Chanceler da Áustria de 1930 a 1931.

## Juventude e educação
Ender, o primeiro filho de Herman e Victoria Ender, nasceu em Altach, Vorarlberg. As famílias de ambos os pais faziam parte da elite política da aldeia. O bisavô materno, John Walser, foi o primeiro superintendente do município criado em 1801. O avô paterno, Johann Jakob final, ocupou o mesmo cargo em 1835–1844 e 1850–1857. De 1861 a 1866 Johann Jacob foi membro do Partido Conservador no Parlamento de Vorarlberg.
Ender estudou no colégio jesuíta Stella Matutina em Feldkirch de 1888 a 1896. Após a matrícula em 1896, ele estudou nas universidades de Innsbruck, Viena, Praga e Freiburg. Em 1901 ele recebeu seu doutorado pela Universidade de Innsbruck. Em 1901-02, ele completou um ano de estágio jurídico no tribunal distrital de Feldkirch. De 1902 a 1908 foi escriturário articulado em Feldkirch e Viena. Em 1908, ele abriu seu próprio escritório de advocacia em Bregenz. No mesmo ano ele se casou com Maria Rusch. Thery teve quatro filhos e três filhas.
Nos anos seguintes, Ender tornou-se mais engajado com o público. Ele deu palestras sobre a introdução do cadastro. Em 1914, foi nomeado diretor executivo do Banco Hipotecário do Estado. Depois que a guerra começou, no verão de 1914, ele se tornou chefe da agência de compras do estado e do braço Bregenzer da agência de transporte de grãos de guerra e membro do Comitê Nacional de Bem-Estar Social.
De 1915 a 1918, foi membro do Conselho de Nutrição de Viena. Em 1917/18, foi presidente da comissão de construção para a implantação do sanatório Gaisbühel. Suas qualificações profissionais foram reconhecidas nos anos da guerra pela mídia e por advogados. Essa experiência profissional foi a base sobre a qual ele pôde construir, no período entre guerras, sua carreira política de sucesso.

## Carreira política
Em novembro de 1918, ele fundou uma autogestão independente da Tyrol Vorarlberg, juntamente com Jodok Fink e Franz Loser. Nas quatro eleições estaduais da Primeira República (1919, 1923, 1928 e 1932) ele venceu por seu Partido Social Cristão com 53-63% dos votos. Ele serviu como governador de Vorarlberg de 1918 a 1930 e novamente de 1931 a 1934.
Após a eleição legislativa de 1930, Ender tornou-se chanceler da Áustria em 4 de dezembro, no entanto, seu gabinete foi derrubado logo após o colapso do banco Creditanstalt em maio de 1931. De 1934 a 1938, ele foi presidente do Tribunal de Contas austríaco. Em março de 1938, sua carreira política terminou com a anexação Anschluss da Áustria pela Alemanha nazista. Ele foi preso pela Gestapo em março de 1938 e permaneceu como tal até setembro de 1938. Ele foi forçado a se aposentar pelo governo nazista em 1939 e foi expulso do país.

## Morte e legado
Otto Ender morreu em 25 de junho de 1960 e foi sepultado no cemitério municipal de Bregenz. Até hoje, o Estado de Vorarlberg concede bolsas de estudo aos alunos por meio da Fundação Dr. Otto Ender.

Suas realizações são como fundador e projetista da província de Vorarlberg, em termos de política econômica, como a criação da autoridade distrital agrícola, pelo início da expansão da rede viária na década de 1920, estabelecimento de uma escola agrícola, expansão das águas de Vorarlberg poder com a compra das usinas de Vorarlberg, e o estabelecimento do Vorarlberg Illwerke e pela cooperação com as constituições democráticas de 1920 e 1923.